# 中央小河会议
中央小河会议是指1947年7月21日至23日，中共中央在陕北靖边县小河村召开前委扩大会议。史称“中央小河会议”。

## 历史
1947年6月30日，刘伯承邓小平率领晋冀鲁豫野战军主力四个纵队12万余人强渡黄河发起鲁西南战役，标志着解放战争战略进攻的序幕。为研讨解放战争转入战略进攻后的任务与各战区的协同作战，1947年7月21日至23日中共中央前委在陕北靖边县小河村召开扩大前委会议。参加会议的有转战陕北的中央前委领导人毛泽东、周恩来、任弼时，中央前委工作部门和西北党政军领导人陆定一、杨尚昆、彭德怀、贺龙、习仲勋、贾拓夫、张宗逊、马明方、王震、张经武，还有从晋西南前线赶来的陈赓（原定陈赓谢富治率领太岳解放军主力西渡黄河参加陕北战场作战）。会议讨论了战略进攻的战略部署、解放区土地改革和财政金融工作等问题。在会上，毛泽东提出计划用五年时间（从1946年7月算起）解决同蒋介石斗争的问题，但“现在不公开讲出来，还是要准备长期斗争，五年到十年甚至十五年。”
小河会议决定各路大军的战略行动：
- 刘邓大军于8月初从鲁西南战场出发，千里跃进大别山，开始了全国性的战略大反攻
- 陈赓部队不调入陕北战场，而是在8月中旬南渡黄河挺进豫西，在豫陕鄂边地区的战略展开，与刘邓大军配合逐鹿中原。当时，洛阳及豫西都是胡宗南集团的防区，陈赓兵团八万余人的外线进攻作战，也能有效把胡宗南主力部队吸引南移，减轻陕北战场压力
- 7月23日，毛泽东为中央军委起草致刘伯承、邓小平、陈毅、粟裕、谭震林并华东局电，提出以华东野战军两个纵队南渡长江的计划。电报要求：“叶、陶两纵队出闽浙赣，创立闽浙赣根据地。”电报对创建闽浙赣根据地的步骤和时间作了具体规定：“第一步于现地休整数日，迅速歼击泰安、大汶口、肥城、平阴、东阿、东平地区之敌，占领该区。以一个半月至两个月时间在该区内（或在聊城）完成休息补充、配备干部及政治动员；第二步，出至皖西，建立临时根据地；第三步，相机渡江至皖南，建立第二临时根据地；第四步，至闽浙赣目的地。”[2]电报要求熟悉南方情况的两广纵队受叶飞、陶勇指挥并随同南下，请刘伯承、邓小平、陈毅、粟裕等考虑组织东南分局，让邓子恢、张鼎丞、曾山前往主持。[3]华东局、陈粟谭、刘邓相继复电中央军委，建议内线歼敌8-20个机动旅后“则南下更少困难”。7月29日，中央军委致电刘伯承、陈毅、粟裕等，指示：“两个月后准备以叶纵再加其他部取道皖西或苏中，相机出闽浙赣，两个月内派干部或小支队先去。”[4]8月7日，中央军委致电邓并告陈粟，要求华野六个纵队（第一、三、四、六、八、十纵队）必须全部出陇海线直接掩护刘邓大军挺进大别山，并认为陈粟六个纵队内线集中使用，则“一切有办法；如果分散南进，则全局不利”，实际上取消了叶飞、陶勇率第一、四纵队分兵渡江南下的计划。陈粟大军于9月越过陇海铁路南下，在豫皖苏地区战略展开。三路大军都将打到外线，形成了“中央突破，两翼牵制，三军挺进，互为犄角”的战略进攻态势，实现了历史性大转折。
- 西北野战兵团发起围攻榆林战役，把胡宗南主力部队的机动兵团吸引到陕北最北端的沙漠南缘，使其难以拦腰打击强渡黄河在西陇海路沿线立足未稳的陈谢集团。
- 1947年9月，华东野战军山东兵团开始胶东保卫战，把陆军徐州总部指挥的华东主力国军吸引到胶东半岛。